# 大布江乡
大布江乡，是中华人民共和国湖南省郴州市永兴县下辖的一个乡镇级行政单位。

## 行政区划
大布江乡下辖以下地区：
坪上村、大布江村、山田村、较头村、沅洲村、白鸡冲村、虎居坑村、江头村、东坑村、小坑村、中洞村、深洞村和毛坪村。